# الخط الزمني للصراع الفلسطيني الإسرائيلي (2005)
هذه الصفحة عبارة عن قائمة جزئية لحوادث العنف في الصراع الإسرائيلي الفلسطيني في عام 2005.

## المجموع التراكمي
منذ بداية الانتفاضة وحتى 9 نيسان/أبريل 2005:
- قُتل 3225 فلسطينيًا على يد الإسرائيليين (3135 على يد الجيش في الأراضي الفلسطينية، و54 على يد الجيش داخل إسرائيل، و34 على يد المستوطنين في الأراضي الفلسطينية).
- قُتل 950 إسرائيليًا على يد الفلسطينيين (431 داخل إسرائيل، و218 مستوطنًا، و218 جنديًا أثناء تأدية واجبهم)[1]

وبحسب وزارة الخارجية الإسرائيلية، قُتل 1058 شخصاً نتيجة العنف الفلسطيني.

## يناير
- 1 يناير: يعتقد أن القوات الإسرائيلية قتلت أربعة فلسطينيين، واحد منهم قتل في حي السلام من رفح واثنين من قبل هجوم صاروخي من طائرات هليكوبتر في رفح.[2]
- 2 يناير: جرح مدني إسرائيلي خطير عندما ضرب قذيفة هفاف فلسطينية معبر إريز.[3]
- 2 يناير: إصابة امرأة واحدة خفيفة عندما ضربت صواريخ قسام سدروت.[3]
- 2 يناير: قتل فلاديمير روبن، حارس أمني في الحديقة الطبيعية في بيت غفرين في 66 عاماً. أعلنت كتائب الشهداء الأقصى المسؤولية.[4]
- 4 يناير: 7 فلسطينيين يُقتلون من قذيفة دبابة في بيت لاهيا في شمال قطاع غزة. تدعي الجيش الإسرائيلي أن 6 منهم كانوا مسلحين كانوا يطلقون قذائف قذائفة ومصاروخ قاسم، وإنه بالإضافة إلى القذائف التي ضربت صاروخ قاسم انفجرت وألحقت أضرار إضافية على المدنيين. يدعي الفلسطينيون أنهم كانوا جميعا مدنيين، من نفس العائلة، الذين كانوا يعملون في الدفيئة.[5][6]
- 4 يناير: أصيب طفلان إسرائيليان عندما سقطت قذيفة هفاف فلسطينية بالقرب من حافلة مدرسية.[5]
- 5 يناير: جرح جندي 12 عندما ضرب صاروخ قسام قاعدة بالقرب من الحدود بين غزة وإسرائيل.[7][8]
- 6 يناير: قتل أحد نشطاء حماس بالرصاص من قبل الجنود الإسرائيليين أثناء تسللهم إلى مستوطنة غني تال في غوش كتيف في قطاع غزة.[9]
- 7 يناير: قتل إسرائيلي واحد وأصيب أربعة إسرائيليين في هجوم إطلاق نار في الضفة الغربية. في غزة قتل فلسطينيين.[10]
- 8 يناير: قتل شرطي فلسطيني برصاص من قبل القوات الإسرائيلية في حواجز طريق في جنوب غزة.
- 11 يناير: يموت نيسيم أرفيف (26 عاما) من جراحه، بعد أن أصيب به قذيفة مصفاة فلسطينية في معبر إريز قبل تسعة أيام.[11]
- 12 يناير: قتل جيديون ريفلين، البالغ من العمر 50 عاماً، والذي كان أبًا لخمسة أطفال، وأصيب 4 جنود إسرائيليين في هجوم قام به 3 متشددون فلسطينيون بتفجير القنبلة على الطرق بالقرب من بُرِّنَاء مستوطنة مُرَج في غوش كتيف. قوات الجيش الوطني ردت النار وقتلت اثنين من المهاجمين. وقد استعنى الجهاد الإسلامي الفلسطيني بالمسؤولية.[12]
- 12 يناير: قتل فلسطينيان بالقرب من رام الله على الضفة الغربية في تبادل إطلاق النار مع الجنود الإسرائيليين.[13]
- 13 يناير: انفجر منفذيين انتحاريين فلسطيني أنفسهم وشاحنة محملة متفجرات في عبور كارني، محطة في شرق قطاع غزة تسمح للتجار الفلسطينيين بتصدير البضائع. قتل 6 مدنيين على الأقل، جميعهم إسرائيليون، وأصيب حوالي 10-20 في الهجوم. وكانت الستة هي هرتزلي شلومو (50)، إيفان شميلوف (53)، درور غازاري (31) من سدروت أوفر تيري (23) من أشكلون مونام أبو سابيا (33) من دابورييا وإبراهيم كاهلي (46) من أم الغنم. أطلق المسلحون الفلسطينيون قذائف هفافية وأسلحة تلقائية النار على سيارات الإسعافات التي جاءت لإخلاء الجرحى وعلاج الضحايا. أعلنت كتائب الشهداء في فتح وأحماس ولجان المقاومة الشعبية المسؤولية المشتركة. قتل نحو 3 متشددين خلال الهجوم الرئيس الفلسطيني المنتخب محمود عباس هو رئيس فتح.[14][15]
- 15 يناير: ثمانية مسلحين فلسطينيين قتلوا في ثلاثة اشتباكات منفصلة في قطاع غزة: قتل 4 في حي (الزيتون) وهو معقل لحماس في مدينة غزة قتل 2 في رفح و 2 آخرون قتلوا بالقرب من صفاف كيسوفيم.[16][17]
- 15 يناير: في منتصف النهار، أصيب طفل إسرائيلي يعيش في مستوطنة بإصابة صاروخ قسام، فقد يده. في بعد الظهر، صاروخ قسام ضرب سدروت وأصيب 6 أشخاص. فتاة إسرائيلية تبلغ من العمر 17 عاماً، أيالا أبوكاسيس، أصيبت بجروح خطيرة. ادعت حماس المسؤولية.[17]
- 18 يناير: قتله مفجر انتحاري فلسطيني ضابط أمني وأصيب ستة إسرائيليين في صفاف غوش كتيف الموجود في قطاع غزة. ادعت حماس المسؤولية.[18]
- 21 يناير: توفيت أيالا "تشايا" أبوكاسي 17 عاما، التي أصيبت بجروح حرجة من صاروخ قسام في 15 يناير عندما حاولت حماية أخيها البالغ من العمر 10 سنوات من الصاروخ، من جروحها في مستشفى سوروكا.[19]
- 31 يناير: أصيب 2 أشخاص بجروح صدمة عندما أصابت 7 قذائف هفافية مستوطنة نيف ديكاليم في قطاع غزة. "حماس" تتحمل المسؤولية وقالت إنّ إطلاق النار كان انتقامًا لقتل فتاة عمرها 10 سنوات في "رفح" في وقت سابق من صباح اليوم. ادعى الفلسطينيون في البداية أنها قُتلت من قبل قذيفة دبابة تابعة لتنظيم الجيش الإسرائيلي لكن تم الكشف لاحقاً عن أنها قُتلت من قبل الحجاج الفلسطينيون، الذين أطلقوا النار على نحو متفرد في الهواء.[20][21]
- ووفقاً لصحيفة "هآرتس"، قتل 53 فلسطينياً خلال شهر يناير، 23 منهم مدنيون.

## فبراير
- 3 فبراير: أصيب 6 جنود إسرائيليين في حادثين منفصلين جنوب غرب الخليل وفي قطاع غزة، عندما أطلق مسلحون فلسطينيون النار على سياراتهم. وفي قطاع غزة، رد جنود لواء جفعاتي بإطلاق النار، ما أدى إلى مقتل المسلح. وأعلنت كتائب شهداء الأقصى التابعة لحركة فتح مسؤوليتها عن العملية.[22]
- ٢٥ فبراير، ٢٦ فبراير: تفجير نادي "ستيج" : فجّر انتحاري فلسطيني نفسه عند مدخل نادي "ستيج" الساحلي في تل أبيب، مما أسفر عن مقتل خمسة إسرائيليين على الأقل وإصابة حوالي خمسين آخرين. وأعلنت حركة الجهاد الإسلامي الفلسطينية وكتائب شهداء الأقصى التابعة لحركة فتح مسؤوليتهما عن الهجوم. وأعلنت كتائب الأقصى تورط حزب الله في الهجوم. ونفت الجماعات الثلاث مسؤوليتها لاحقًا. ومع ذلك، في السادس والعشرين من الشهر نفسه، أعلن مقر حركة الجهاد الإسلامي في دمشق، سوريا، مسؤوليته عن الهجوم.[23] ،[24]
- 28 فبراير: أصيب إسرائيليان بجروح في هجوم إطلاق نار فلسطيني شرقي مدينة موديعين.
- وبحسب صحيفة هآرتس، قُتل 5 إسرائيليين و8 فلسطينيين في فبراير/شباط. وكان أربعة فلسطينيين على الأقل من المقاتلين، وتوفي اثنان متأثرين بجراحهما التي أصيبا بها قبل أشهر.

## مارس
- 7 مارس: أصيب جنديان إسرائيليان بالرصاص في الخليل، أحدهما إصابته خطيرة.[25]
- 10 مارس: قتلت القوات الإسرائيلية محمد أبو حزينة، عضو حركة الجهاد الإسلامي الفلسطينية وأحد المخططين للتفجير الانتحاري في نادي المسرح. بعد أن أطلق النار على كلب K9 وقتله، قامت القوات بهدم منزله بالجرافات، مما أدى إلى سحقه حتى الموت.[26]
- 20 مارس/آذار: أصيب ثلاثة جنود إسرائيليين وضابط شرطة (اثنان منهم في حالة حرجة) إثر إطلاق فلسطينيين النار عليهم في رام الله. دخلوا المدينة بالصدفة أثناء تفتيش سيارات مسروقة. أعلنت كتائب شهداء الأقصى التابعة لحركة فتح مسؤوليتها عن الحادث.

## أبريل
- 5 أبريل: أصيب مواطن إسرائيلي برصاصة في صدره وأصيب بجروح خطيرة في مستوطنة موراج (شمال غرب رفح). وأعلنت لجان المقاومة الشعبية مسؤوليتها عن الحادث.
- 7 أبريل: سقط صاروخ قسام على مقبرة في سديروت، لكنه لم يتسبب في وقوع إصابات.[27]
- 9 أبريل/نيسان: أطلق جنود إسرائيليون النار على ثلاثة مراهقين فلسطينيين على أطراف مخيم رفح للاجئين جنوب غزة، ما أدى إلى مقتلهم. وصرح فلسطينيون بأن الصبية كانوا يحاولون استعادة كرة قدم. وأفادت الإذاعة الإسرائيلية بأن أجهزة الأمن الفلسطينية أبلغت إسرائيل باعتقال صبيين لم يُصبا بنيران جيش الاحتلال الإسرائيلي، وأن المجموعة المكونة من خمسة شبان كانوا مهربين. وأعلن جيش الاحتلال الإسرائيلي أنه سيحقق في الحادث.[28]
- ١٨ أبريل: أصيب إسرائيليان، أحدهما ضابط صف مهندس والآخر مدني، برصاص قناص فلسطيني في هجوم على طريق فيلادلفيا جنوب غزة. وأعلنت لجان المقاومة الشعبية مسؤوليتها عن الهجوم.
- 21 أبريل: أصيب ثلاثة جنود إسرائيليين في انفجار عندما انفجرت عبوة ناسفة على جانب الطريق في سيارتهم الجيب، بالقرب من معبر كارني، على حافة قطاع غزة.
- ٢٢ و٢٣ أبريل: أُطلق صاروخ قسام باتجاه شمال غزة. لم تُسجل إصابات. كما طعن مسلحون فلسطينيون جنديًا قرب مستوطنة غانيم، ما أدى إلى إصابته بجروح متوسطة.
- 25 نيسان/أبريل: قُتلت الجندية الاحتياطية الإسرائيلية تسيكي إيال (23 عاماً) في الخليل، في حادث دهس بسيارة فلسطينية. وذكرت التقارير الأولية أن جنديا من قوات الاحتياط الإسرائيلية قتل عندما دهسته سيارة فلسطينية في الخليل. أطلق الجنود المتواجدون في مكان الحادث النار وقتلوا السائق الهارب.  أظهر تشريح الجثة وجود رصاصات متبقية في رأس الجندي، مما يشير إلى أن الجندي أصيب على يد رفاقه بعد أن فتحوا النار على السيارة الفارة.  وتشير التقارير الأخيرة إلى أن السائق لم يكن مسلحًا ولم تكن له أي ارتباطات بأي منظمة مسلحة. ولم يتضح بعد ما إذا كانت الحادثة هجوما متعمدا من قبل السائق أم أنها مزيج من ليلة مظلمة وسوء فهم تسبب في وقوع حادث مميت. قتيل إسرائيلي برصاص رفاقه

## مايو
- في 2 مايو/أيار، قُتل جندي إسرائيلي وقيادي في حركة الجهاد الإسلامي إثر غارة إسرائيلية على مدينة طولكرم الفلسطينية. قُتل الجندي في تبادل لإطلاق النار مع ثلاثة أعضاء من حركة الجهاد الإسلامي الفلسطينية. يُشتبه في انتمائهم إلى الخلية التي تورطت في تفجير نادي "ستيج" في تل أبيب في فبراير/شباط 2005. قُتل شفيق عبد الراني، قائد خلية الجهاد في طولكرم، وأُلقي القبض على ناشط آخر.
- 5 مايو: أطلق جنود إسرائيليون النار على مجموعة من المراهقين الذين رشقوهم بالحجارة، مما أدى إلى مقتل اثنين منهم. مقتل فلسطينيين في الضفة الغربية
- 16 مايو: قُتل فلسطيني بعد محاولته طعن جندي.
- 16 مايو: أصيب أربعة عمال بناء إسرائيليين بجروح نتيجة هجوم صاروخي فلسطيني مضاد للدبابات على طريق فيلادلفيا.
- 18 مايو: ذروة التصعيد الحاد في أعمال العنف في قطاع غزة بعد أن قصفت الفصائل الفلسطينية المستوطنات والبلدات الإسرائيلية بأكثر من 31 قذيفة هاون وصواريخ القسام. قتل اليوم اثنان من نشطاء حماس أحدهما في رفح أثناء محاولته زرع عبوة ناسفة، والآخر في خان يونس أثناء محاولته إطلاق قذيفة هاون. ادعاء فلسطيني بأن فرقة الهاون في خانيونس أصيبت بصاروخ أطلق من طائرة مسيرة. ورفضت إسرائيل التعليق.[29]
- 20 مايو: إحباط هجوم كبير على مستوطنة إسرائيلية. 3-4 مسلحين فلسطينيين تسللوا إلى مبنى مهجور تابع لوكالة غوث وتشغيل اللاجئين الفلسطينيين (الأونروا) يراقب مستوطنة كفار داروم وبدأوا بقصف المستوطنة بقذائف الهاون والصواريخ المضادة للدبابات. ردت قوات جيش الدفاع الإسرائيلي وقوات الاحتلال على النيران، ما أدى إلى مقتل أحد المسلحين ومطاردة الباقين. وأعلنت حماس مسؤوليتها المشتركة مع كتائب شهداء الأقصى التابعة لحركة فتح ولجان المقاومة الشعبية.[30]
- 28 مايو: قُتل أحد نشطاء حماس بعد أن انفجر صاروخ كان يحمله.
- ٢٨ مايو: أطلق ثلاثة مسلحين فلسطينيين النار على قاعدة إسرائيلية قرب جنين. ردّ الجنود بإطلاق النار، ما أدى إلى إصابة الثلاثة. أُلقي القبض عليهم ونُقلوا لتلقي العلاج. لاحقًا، توفي أحد المسلحين متأثرًا بجراحه.
- 29 مايو: قُتل فلسطيني برصاص جنود إسرائيليين بعد محاولته طعنهم في الخليل. نادى عليه جندي بالتوقف وأطلق طلقات تحذيرية، لكنه استمر في التقدم نحوهم، وهو يسحب خنجرًا طوله 12 سم.
- 29 مايو: قُتل اثنان من نشطاء كتائب شهداء الأقصى في قطاع غزة بعد انفجار قنبلة صنعوها قبل أوانها.
- وفقًا لصحيفة هآرتس، قُتل ما لا يقل عن تسعة مسلحين فلسطينيين خلال شهر مايو. قُتل بعضهم بنيران جيش الاحتلال الإسرائيلي، بينما قُتل آخرون نتيجة انفجار سابق لأوانه للمتفجرات التي كانوا يحملونها.

## يونيو
- 7 يونيو: يوم من العنف ينفجر في قطاع غزة والضفة الغربية. :
  - يبدأ بمباراة ثلاث صواريخ قسام على سدروت مما أضر بمنزل واحد بشدة. حماس تتحمل المسؤولية
  - الجنود الإسرائيليون يقتلون المتشدد العليا في الجهاد الإسلامي مارواح كامل بعد أن أطلق النار على القوات التي حاولت اعتقاله. وقعت العملية تحت تبادلات نارية ثقيلة، حيث قتل مسلح فلسطيني آخر وأصيب ضابط في الجيش الإسرائيلي بقنبلة نارية. بدأ سلاح الجيش الإسرائيلي (كاتربيلر) D9 في دمر منزل (كامل) بعد أن أطلق النار على القوات، مما أدى إلى مقتله.
  - صاروخ قسام ضرب تال جني وقتل ثلاثة عمال: فلسطينيين وواطن صيني. 6 عمال آخرون أصيبوا الجهاد الإسلامي أعلن مسؤوليته
  - تم إطلاق 9 صواريخ قسام، و5 قذائف هفافية، و5 صواريخ مضادة للدبابات على المستوطنات الإسرائيلية.
- 18 يونيو: تم إحباط هجوم متشدد على مستوطنة كفار داروم. حاول أربعة متشددين من فتح والجهاد الإسلامي التسلل إلى المستوطنة لكنهم تم ملاحظهم من قبل جنود الجيش الإسرائيلي. فتح الجنود النار وقتلوا متشددين واحد أو اثنين في وقت سابق من صباح اليوم، تم اعتقال اثنين من المراهقين الفلسطينيين أثناء محاولتهم تهريب الأسلحة. الجيش الإسرائيلي يقتل مقاومين في غزة
- 19 يونيو:
  - جندي إسرائيلي قتل وعمال بناء جرحوا بعد إطلاق مسلحين فلسطينيين صاروخ مضاد للدبابات عليهم في طريق فيلادلفي. رد الجنود النار وتمكنا من قتل أحد المهاجمين. الجهاد الإسلامي وفرق أبو رايش في فتح اتخذوا المسؤولية. جندي من الجيش الإسرائيلي مقتول في غزة
  - في نقطة فحص هووارا بالقرب من نبلس تم القبض على مراهق فلسطيني آخر يتسلل خمسة قنابل في صندوق خشبي. مصادر فلسطينية أعلنت عن صبي كحليل محمد هاشاش البالغ من العمر 16 عاماً. شاب فلسطيني تم القبض عليه في نقطة التفتيش
- 20 يونيو:
  - إسرائيلي قتل في كمين في الضفة الغربية بعد أن أطلق مسلحون فلسطينيون النار على سيارته الجهاد الإسلامي أعلن مسؤوليته إسرائيلي قُتل في كمين في الضفة الغربية 
  - تم القبض على إمرأة فلسطيني انتحارية في عبور إيرز تحمل متفجرات ومفجر في ملابسها الداخلية. كانت تخطط لتنفيذ هجوم انتحاري في المستشفى سوروكا حيث تلقت علاجًا طبيًا وكانت مقررة لترتيب موعد طبيب. تم تحديد اسم المرأة باسم "وافا سامير إبراهيم باس" وقالت إنها أرسلت من قبل كتائب الشهداء في القصر. ، قاذفة امرأة تم القبض عليها
- 24 يونيو: قتل مراهق إسرائيلي، أفيشاي ليفي (17 عاما)، وأصيب أربعة آخرين بعد هجوم بالرصاص من سيارة فلسطينية في مفترق بيت هاغي جنوب خليل. فرقة الشهداء في فتح أكسّا، أعلنت مسؤوليتها. إنّه من المُعذّر أنّ إسرائيليّاً قتل في هجومٍ من خلال القيادةإسرائيلي قتل في هجوم بسيارة
- 26 يونيو: أفي مانتزور (16)، الذي أصيب بجروح خطيرة في هجوم بيت هاغي 24 يونيو، يموت من جرحه. ضحية الهجوم تموت في المستشفى
- ووفقاً لصحيفة "هآرتس"، قتل 5 إسرائيليين وسبعة فلسطينيين في يونيو. ثلاثة من الإسرائيليين الذين قتلوا كانوا مدنيين، واحد كان جندي قتل من قبل حزب الله. أربعة من الفلسطينيين الذين قتلوا كانوا مسلحين، وواحد منهم قتل عندما حاول التسلل عبر حاجز قطاع غزة. قتل فلسطينيين آخرين من قبل صاروخ قسام الذي أطلقه الفلسطينيون؛ هذا الهجوم قتل أيضا عامل صيني.

## يوليو
- 9 يوليو: أطلق حارس أمن إسرائيلي النار على فتى فلسطيني يبلغ من العمر خمسة عشر عامًا يدعى مهيب أحمد عاصي بالقرب من قرية بيت لقيا. وقال الأطباء إنه لم يُسمح للفلسطينيين بالاقتراب من الصبي إلا بعد مرور أكثر من ساعة، وفي تلك اللحظة كان قد نزف حتى الموت.[31]
- ١٢ يوليو: نفّذ مسلحون فلسطينيون تفجيرين انتحاريين ضد إسرائيل. فُجّرت سيارة مفخخة قرب مدرسة في مستوطنة شافي شمرون، لكنها لم تُسفر عن وقوع إصابات، مع أن منفذ التفجير أصيب بجروح خطيرة. في نتانيا، فجّر انتحاري نفسه قرب مركز هشارون التجاري، مما أسفر عن مقتل أربع نساء على الأقل (بينهن صديقتان تبلغان من العمر ١٦ عامًا) ورجل واحد. أعلنت حركة الجهاد الإسلامي الفلسطينية مسؤوليتها عن التفجيرين.[32][33] تحديث بشأن الضحية الخامسة:
- 14 يوليو/تموز: قُتلت امرأة إسرائيلية بعد أن أطلقت الجماعتان الفلسطينيتان المسلحتان حماس وكتائب شهداء الأقصى التابعة لفتح أكثر من اثني عشر صاروخ قسام على المستوطنات الإسرائيلية داخل قطاع غزة وخارجه. قتلت امرأة تبلغ من العمر 22 عاما، جراء إصابتها بصاروخ مباشر في مستوطنة نتيف هعسارا شمال قطاع غزة. استمرار إطلاق الصواريخ
- 15 يوليو: قُتل سبعة من مسلحي حماس في غارات جوية إسرائيلية. وجاءت هذه الهجمات بعد أن أطلقت حماس وفتح أكثر من عشرين صاروخ قسام على المستوطنات الإسرائيلية، مما أدى إلى مقتل امرأة وتعريض هدنة شارع الشيخ للخطر.[34]
- 17 يوليو:
  - إصابة خمسة مواطنين من مستوطنة نفيه دكاليم الإسرائيلية في قطاع غزة بقذيفتي هاون أطلقتهما حماس. سقطت أربعة صواريخ قسام في الأراضي الإسرائيلية ولم ترد أنباء عن وقوع إصابات. هجوم صاروخي إسرائيلي على سيارة في بيت لاهيا يخطئ الرجلين اللذين كانا في السيارة لكنه يؤدي إلى إصابة أحد المارة الفلسطينيين بجروح خطيرة. (واي نت) (هآرتس) (رويترز)
  - قناص من جيش الاحتلال يقتل الشاب سعيد صيام (30 عاماً) في خانيونس. أطلق القناص الذي يعمل من برج مراقبة في مستوطنة جاني تال الإسرائيلية النار على صيام في رقبته أثناء وقوفه خارج منزله. (بي بي سي)
- 24 يوليو: مقتل مدنيين إسرائيليين اثنين، وهما زوجان مسنان، في هجوم إطلاق نار فلسطيني على طريق كيسوفيم في قطاع غزة. وأعلنت كتائب شهداء الأقصى التابعة لحركة فتح ولجان المقاومة الشعبية وحركة الجهاد الإسلامي مسؤوليتها عن الهجوم. تمكنت قوات الهندسة في جيش الاحتلال من قتل المنفذين. وجاء الهجوم بعد القبض على انتحاري فلسطيني من جباليا، أرسلته فتح، بالقرب من كيبوتس نير عام خارج قطاع غزة.[35]
- وبحسب صحيفة هآرتس، قُتل 8 إسرائيليين و22 فلسطينياً على يد بعضهم البعض في يوليو/تموز. وعلى الجانب الإسرائيلي، قُتل جميع الثمانية في هجمات على المدنيين. وفي الجانب الفلسطيني، قُتل نحو 16 مسلحاً و6 مدنيين.

## أغسطس
- 4 أغسطس: أطلق إيدن ناتان زاده، وهو جندي إسرائيلي متغيب، النار على حافلة في شفاعمرو، مما أدى إلى مقتل اثنين من المدنيين المسيحيين واثنين من المدنيين العرب الإسرائيليين المسلمين، قبل أن يتم قتله.
- 17 أغسطس 2005: إطلاق نار في شيلوه ؛ مقتل أربعة فلسطينيين على يد إسرائيلي أراد تعطيل الانسحاب الإسرائيلي من غزة.
- 24 أغسطس:
  - قوات الاحتلال تقتل خمسة فلسطينيين مشتبه بهم في مداهمة بمدينة طولكرم بالضفة الغربية.
  - فلسطيني يطعن يهوديين اثنين في القدس، ما أدى إلى مقتل أحدهما وإصابة الآخر.
- 28 أغسطس: فجر انتحاري فلسطيني نفسه خارج محطة للحافلات في بئر السبع، مما أدى إلى إصابة اثنين من حراس الأمن بجروح خطيرة.

## سبتمبر
- 6 سبتمبر: أطلقت القوات الإسرائيلية النار على فلسطينيين كانوا يسيرون إلى مستوطنة نفيه ديكاليم المخلاة في غزة، مما أدى إلى مقتل شخص وإصابة اثنين آخرين. خريطة الموقع[وصلة مكسورة]
- 8 سبتمبر: أطلقت القوات الإسرائيلية النار على فلسطينيين اثنين كانا يقتربان من مستوطنة رفح يام المخلاة في غزة، مما أدى إلى مقتل أحدهما.
- 21 سبتمبر: اختطاف وقتل ساسون نورييل.
- 23 سبتمبر 2005 حادثة مخيم جباليا : انفجار أو سلسلة من الانفجارات أثناء مظاهرة أو مسيرة لحماس أسفرت عن مقتل 19 فلسطينياً. اتهمت حماس إسرائيل بشن غارة جوية تسببت في الانفجار، ونفت إسرائيل ذلك، وزعمت فتح أن الانفجارات كانت نتيجة خطأ ارتكبته حماس، ونفت حماس ذلك.

## أكتوبر
- 16 أكتوبر: إطلاق نار من سيارة مسرعة في الضفة الغربية بعد فترة من الهدوء النسبي في المنطقة، الأول في مفترق غوش عتصيون بالقرب من الخليل مما أسفر عن مقتل 3 مدنيين إسرائيليين وإصابة 3 آخرين، والثاني في مفترق عاليه في مستوطنة بنيامين مما أدى إلى إصابة أحد المراهقين بجروح خطيرة. وأعلنت كتائب شهداء الأقصى مسؤوليتها عن الهجوم، وقالت إنه رد على العمليات العسكرية في المنطقة. وتم تجديد تطويق المدن الفلسطينية في الضفة الغربية في أعقاب الهجمات. لا علاقة للهجمات، قُتل مسلح فلسطيني خلال عملية لجيش الاحتلال الإسرائيلي في ذلك اليوم.

- 20 تشرين الأول/أكتوبر: مقتل شاب فلسطيني يبلغ من العمر 15 عاماً برصاص قوات الاحتلال الإسرائيلي غرب بيت لحم. وزعم جيش الاحتلال أن الفتى البالغ من العمر 15 عاما كان يلقي زجاجة حارقة على سيارة إسرائيلية عابرة. جيش الاحتلال يقتل شابا فلسطينيا قرب القدس

- 21 أكتوبر: قُتل فلسطينيان مسلحان في الضفة الغربية خلال تبادل لإطلاق النار مع قوات جيش الدفاع الإسرائيلي. في حين يزعم جيش الاحتلال الإسرائيلي أن الفلسطينيين كانوا مسلحين أطلقوا النار، قال مسؤولون أمنيون فلسطينيون إن الرجال كانوا غير مسلحين وأطلق عليهم جيش الاحتلال الإسرائيلي النار لقيامهم بإلقاء الحجارة على سيارة جيب إسرائيلية مارة. مقتل فلسطينيين اثنين في الضفة الغربية

- 22 أكتوبر: مقتل شاب فلسطيني برصاص قوات الاحتلال الإسرائيلي قرب مستوطنة حلميش في الضفة الغربية. ووفقاً لمسؤولين في جيش الاحتلال الإسرائيلي، كان فلسطينيان يضعان جسماً مشبوهاً على الطريق، ويعتقد أنه كان يضع قنبلة، أطلق الجنود النار على الفلسطينيين مما أدى إلى إصابة أحدهما الذي توفي لاحقاً متأثراً بجراحه. تم اكتشاف الجسم لاحقًا على أنه قنبلة وهمية.[36]

- 23 أكتوبر: قوات الدفاع الإسرائيلية تقتل القيادي البارز لؤي السعدي في غارة على طولكرم، وهي مدينة فلسطينية في الضفة الغربية. السعدي هو عضو بارز في حركة الجهاد الإسلامي مسؤول عن العديد من الهجمات المسلحة على إسرائيل. كما قُتل مسلح ثانٍ، وهو عضو بارز في حركة فتح، خلال العملية.[37]

- 26 أكتوبر/تشرين الأول: قُتل 5 إسرائيليين وجُرح 30 آخرون في تفجير انتحاري في سوق الخضيرة. وأعلنت حركة الجهاد الإسلامي مسؤوليتها عن الهجوم، قائلةً إنه كان ردًا على مقتل لؤي السعدي، أحد قادة الجهاد الإسلامي، خلال عملية لقوات جيش الدفاع الإسرائيلي في 23 أكتوبر/تشرين الأول. وهذا أول تفجير انتحاري في إسرائيل منذ 28 أغسطس/آب عندما أدى تفجير انتحاري إلى إصابة 20 شخصًا في محطة الحافلات المركزية في بئر السبع.

- 27 أكتوبر/تشرين الأول: في أعقاب هجوم شنته طائرات سلاح الجو الإسرائيلي على غزة، قُتل مسلحان فلسطينيان ينتميان إلى حركة الجهاد الإسلامي وخمسة مدنيين. وكان الهجوم جزءًا من عملية إسرائيلية في الضفة الغربية وغزة، ضد البنية التحتية للحركة، ولا سيما حركة الجهاد الإسلامي، المسؤولة عن التفجير الانتحاري في الخضيرة في اليوم السابق. كما نشر جيش الاحتلال الإسرائيلي قواته بالقرب من قطاع غزة استعدادًا لإطلاق محتمل لصواريخ القسام على إسرائيل عقب الهجوم.

## ديسمبر
- 5 ديسمبر، التفجير الانتحاري الثالث في مركز تسوق هشارون : فجر انتحاري نفسه وقتل خمسة إسرائيليين على الأقل في مركز تسوق في نتانيا. وأعلنت كل من حركة الجهاد الإسلامي وكتائب شهداء الأقصى مسؤوليتهما عن الهجوم. وفي اتصال هاتفي مع وكالة اسوشيتد برس، حددت حركة الجهاد الإسلامي منفذ العملية بأنه لطفي أبو سعدة، من قرية علار بين مدينتي طولكرم وجنين في الضفة الغربية.